# Microphotus octarthrus
Microphotus octarthrus är en skalbaggsart som beskrevs av Henry Clinton Fall 1912. Microphotus octarthrus ingår i släktet Microphotus och familjen lysmaskar. Inga underarter finns listade i Catalogue of Life.